# Zaborowo (gromada w powiecie leszczyńskim)
Zaborowo – dawna gromada, czyli najmniejsza jednostka podziału terytorialnego Polskiej Rzeczypospolitej Ludowej w latach 1954–1972.
Gromady, z gromadzkimi radami narodowymi (GRN) jako organami władzy najniższego stopnia na wsi, funkcjonowały od reformy reorganizującej administrację wiejską przeprowadzonej jesienią 1954 do momentu ich zniesienia z dniem 1 stycznia 1973, tym samym wypierając organizację gminną w latach 1954–1972.
Gromadę Zaborowo z siedzibą GRN w Zaborowie (obecnie w granicach Leszna) utworzono – jako jedną z 8759 gromad na obszarze Polski – w powiecie leszczyńskim w woj. poznańskim, na mocy uchwały nr 28/54 WRN w Poznaniu z dnia 5 października 1954. W skład jednostki weszły obszary dotychczasowych gromad Henrykowo, Strzyżewice i Zaborowo ze zniesionej gminy Święciechowa oraz obszar leśny Książęcylas ze zniesionej gminy Rydzyna w tymże powiecie. Dla gromady ustalono 17 członków gromadzkiej rady narodowej.
1 stycznia 1962 do gromady Zaborowo włączono obszar zniesionej gromady Wilkowice (bez obszaru lasów o powierzchni 770,48 ha) w tymże powiecie; równocześnie siedzibę GRN przeniesiono z Zaborowa do Leszna, pozostawiając nazwę gromady bez zmian.
Gromada przetrwała do końca 1972 roku, czyli do kolejnej reformy gminnej.